# Lord gran ciambellano

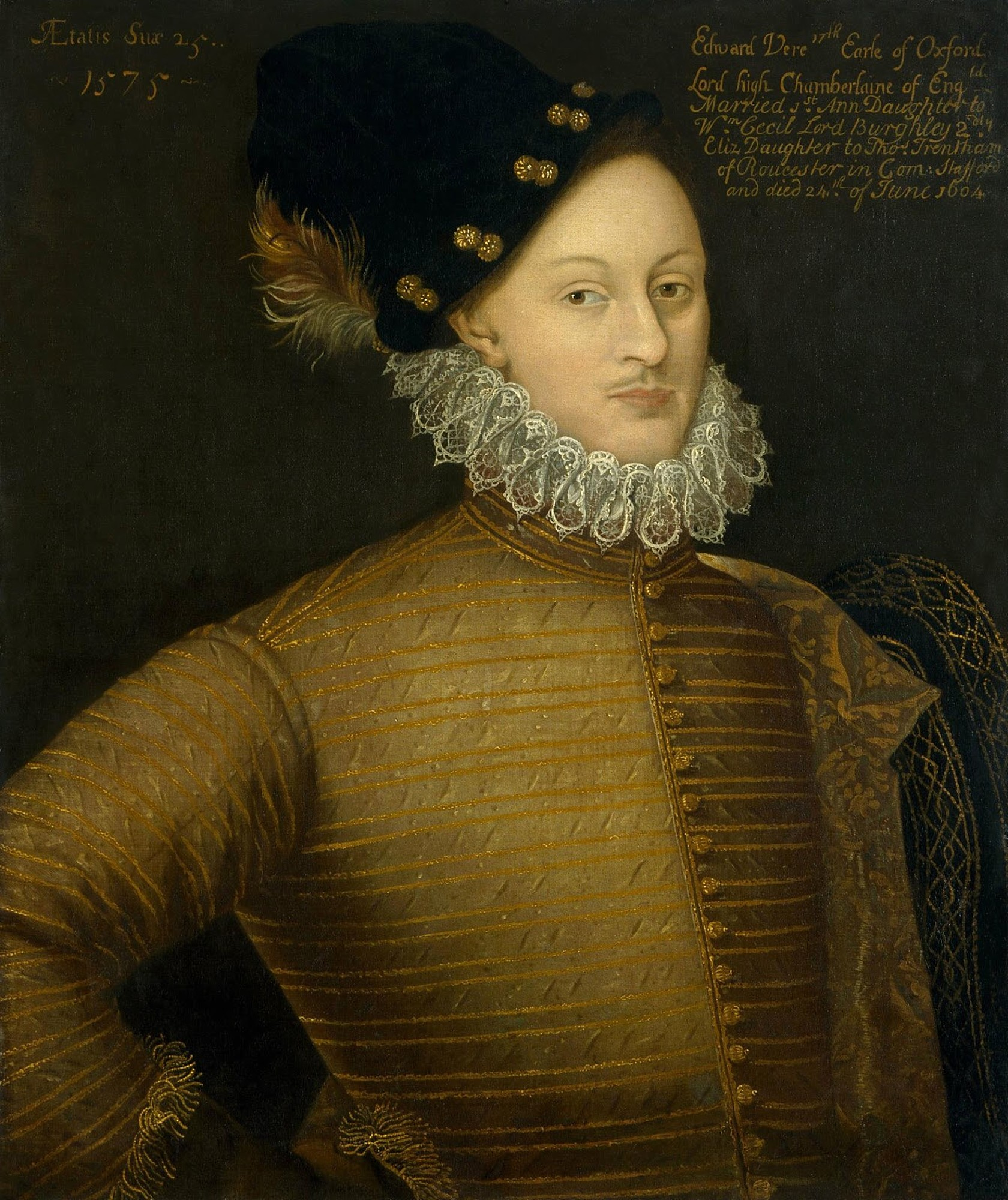
Un ritratto di Edward de Vere, lord gran ciambellano dal 1562 al 1604.

Il lord gran ciambellano (o anche gran ciambellano d'Inghilterra) è uno dei grandi ufficiali di Stato del Regno Unito.

## Le mansioni
Tra i compiti del lord gran ciambellano a corte vi era quello di occuparsi dell'organizzazione di feste e ricevimenti alla casa reale passati in parte al Lord Ciambellano rimanendo soprattutto il compito di "governare" il Palazzo di Westminster, sede del Parlamento britannico, di cui è membro di diritto (dal 1999 è una delle sole due cariche, l'altra è quella di Conte maresciallo d'Inghilterra, carica ereditaria del Duca di Norfolk, il cui titolare è membro di diritto della Camera dei Lords).

## Lord gran ciambellani, dal 1130 al periodo attuale
Fino al 1701 il Lord Gran Ciambellano era l'unico consigliere del re o della regina (da non confondere col Lord Ciambellano, carica non ereditaria che assiste il Sovrano e sovrintende la Corte). Dal 1780 alcune delle funzioni vengono suddivise in più personalità, che ereditano parti dei compiti connessi con l'ufficio, essendo una carica ereditaria con la morte del III Duca di Ancaster e Kesteven senza un erede diretto la carica venne suddivisa tra più persone che l'hanno poi trasferita con quote diseguali tra i propri discendenti. 
Attualmente (da settembre 2022 con l'ascesa al trono di Carlo III) il Lord Gran Ciambellano è Rupert Carington, VII barone Carrington (nato 1948), figlio di Peter Carington, VI barone Carrington (importante politico, ministro degli esteri, della difesa e segretario generale della NATO).
Principale compito è la gestione del Palazzo di Westminster, sede del Parlamento britannico e proprietà della Corona. Ha quindi un importante ruolo nella tradizionale cerimonia di apertura del Parlamento del Regno Unito.
| Periodo   | Detentore del titolo                                                                     | Condivisioni |
| --------- | ---------------------------------------------------------------------------------------- | ------------ |
| ??-1133   | Robert Malet                                                                             | 1            |
| 1133-1141 | Aubrey de Vere II                                                                        | 1            |
| 1141-1194 | Aubrey de Vere, 1º conte di Oxford                                                       | 1            |
| 1194-1214 | Aubrey de Vere, 2º conte di Oxford                                                       | 1            |
| 1214-1221 | Robert de Vere, 3º conte di Oxford                                                       | 1            |
| 1221-1263 | Hugh de Vere, 4º conte di Oxford                                                         | 1            |
| 1263-1265 | Robert de Vere, 5º conte di Oxford                                                       | 1            |
| 1265-1267 | incerto, forse vacante.                                                                  | 1            |
| 1267-1296 | incerto, forse nuovamente Robert de Vere, 5º conte di Oxford                             | 1            |
| 1296–1331 | Robert de Vere, 6º conte di Oxford                                                       | 1            |
| 1331–1360 | John de Vere, 7º conte di Oxford                                                         | 1            |
| 1360-1371 | Thomas de Vere, 8º conte di Oxford                                                       | 1            |
| 1371–1388 | Robert de Vere, 9º conte di Oxford                                                       | 1            |
| 1389–1399 | John Holland, 1º duca di Exeter                                                          | 1            |
| 1399–1400 | Aubrey de Vere, 10º conte di Oxford                                                      | 1            |
| 1400–1417 | Richard de Vere, 11º conte di Oxford                                                     | 1            |
| 1417-1462 | John de Vere, 12º conte di Oxford                                                        | 1            |
| 1462–1475 | John de Vere, 13º conte di Oxford                                                        | 1            |
| 1475–1485 | Incerto, forse Henry Percy, 4º conte di Northumberland, oppure ancora il conte di Oxford | 1            |
| 1485–1513 | John de Vere, 13º conte di Oxford                                                        | 1            |
| 1513–1526 | John de Vere, 14º conte di Oxford                                                        | 1            |
| 1526–1540 | John de Vere, 15º conte di Oxford                                                        | 1            |
| 1540–1540 | Thomas Cromwell, 1º conte di Essex                                                       | 1            |
| 1540–1562 | John de Vere, 16º conte di Oxford                                                        | 1            |
| 1562–1604 | Edward de Vere, 17º conte di Oxford                                                      | 1            |
| 1604–1625 | Henry de Vere, 18º conte di Oxford                                                       | 1            |
| 1626–1642 | Robert Bertie, 1º conte di Lindsey                                                       | 1            |
| 1642–1666 | Montagu Bertie, 2º conte di Lindsey                                                      | 1            |
| 1666–1701 | Robert Bertie, 3º conte di Lindsey                                                       | 1            |
| 1701–1723 | Robert Bertie, 1º duca di Ancaster and Kesteven                                          | 1            |
| 1723–1742 | Peregrine Bertie, 2º duca di Ancaster and Kesteven                                       | 1            |
| 1742–1778 | Peregrine Bertie, 3º duca di Ancaster and Kesteven                                       | 1            |
| 1778–1779 | Robert Bertie, 4º duca di Ancaster and Kesteven                                          | 1            |
| 1780–1828 | Priscilla Bertie, 21ª baronessa Willoughby de Eresby                                     | 1/2          |
| 1780–1828 | Georgiana Cholmondeley, marchese di Cholmondeley                                         | 1/2          |
| 1828–1838 | Peter Drummond-Willoughby, 22º barone Willoughby de Eresby                               | 1/2          |
| 1828–1838 | Georgiana Cholmondeley, marchese di Cholmondeley                                         | 1/2          |
| 1838–1865 | Peter Drummond-Willoughby, 22º barone Willoughby de Eresby                               | 1/2          |
| 1838–1865 | George Cholmondeley, 2º marchese di Cholmondeley                                         | 1/2          |
| 1865–1870 | Albyric Drummond-Willoughby, 23° Baron Willoughby de Eresby                              | 1/2          |
| 1865–1870 | George Cholmondeley, 2º marchese di Cholmondeley                                         | 1/2          |
| 1870      | Albyric Drummond-Willoughby, 23º barone Willoughby de Eresby                             | 1/2          |
| 1870      | William Cholmondeley, 3º marchese di Cholmondeley                                        | 1/2          |
| 1870–1879 | Clementina Drummond-Willoughby, 24ª baronessa Willoughby de Eresby                       | 1/4          |
| 1870–1879 | Charlotte Augusta Wynn-Carrington, baronessa Carrington                                  | 1/4          |
| 1870–1879 | William Cholmondeley, 3º marchese di Cholmondeley                                        | 1/2          |
| 1879–1884 | Clementina Drummond-Willoughby, 24ª baronessa Willoughby de Eresby                       | 1/4          |
| 1879–1884 | Charles Robert Wynn Carrington, 1º marchese di Lincolnshire                              | 1/4          |
| 1879–1884 | William Cholmondeley, 3º marchese di Cholmondeley                                        | 1/2          |
| 1884–1888 | Clementina Drummond-Willoughby, 24ª baronessa Willoughby de Eresby                       | 1/4          |
| 1884–1888 | Charles Robert Wynn Carrington, 1º marchese di Lincolnshire                              | 1/4          |
| 1884–1888 | George Henry Hugh Cholmondeley, 4º marchese di Cholmondeley                              | 1/2          |
| 1884–1910 | Gilbert Heathcote-Drummond-Willoughby, 1º conte di Ancaster                              | 1/4          |
| 1884–1910 | Charles Robert Wynn Carrington, 1º marchese di Lincolnshire                              | 1/4          |
| 1884–1910 | George Henry Hugh Cholmondeley, 4º marchese di Cholmondeley                              | 1/2          |
| 1910–1923 | Gilbert Heathcote-Drummond-Willoughby, 2º conte di Ancaster                              | 1/4          |
| 1910–1923 | Charles Robert Wynn Carrington, 1º marchese di Lincolnshire                              | 1/4          |
| 1910–1923 | George Henry Hugh Cholmondeley, 4º marchese di Cholmondeley                              | 1/2          |
| 1923–1928 | Gilbert Heathcote-Drummond-Willoughby, 2º conte di Ancaster                              | 1/4          |
| 1923–1928 | Charles Robert Wynn-Carrington, 1º marchese di Lincolnshire                              | 1/4          |
| 1923–1928 | George Cholmondeley, 5º marchese di Cholmondeley                                         | 1/2          |
| 1928–1951 | Gilbert Heathcote-Drummond-Willoughby, 2º conte di Ancaster                              | 1/4          |
| 1928–1951 | Marjorie Wilson, baronessa Nunburnholme                                                  | 1/20         |
| 1928–1951 | Lady Alexandra Palmer                                                                    | 1/20         |
| 1928–1951 | Ruperta Legge, contessa di Dartmouth                                                     | 1/20         |
| 1928–1951 | Derek Keppel, Visconte Bury                                                              | 1/20         |
| 1928–1951 | Lady Victoria Weld-Forester                                                              | 1/20         |
| 1928–1951 | George Cholmondeley, 5º marchese di Cholmondeley                                         | 1/2          |
| 1951–1953 | James Heathcote-Drummond-Willoughby, 3º conte di Ancaster                                | 1/4          |
| 1951–1953 | Marjorie Wilson, baronessa Nunburnholme                                                  | 1/20         |
| 1951–1953 | Lady Alexandra Palmer                                                                    | 1/20         |
| 1951–1953 | Ruperta Legge, contessa di Dartmouth                                                     | 1/20         |
| 1951–1953 | Derek Keppel, Visconte Bury                                                              | 1/20         |
| 1951–1953 | Lady Victoria Weld-Forester                                                              | 1/20         |
| 1951–1953 | George Cholmondeley, 5º marchese di Cholmondeley                                         | 1/2          |
| 1953–1955 | James Heathcote-Drummond-Willoughby, 3º conte di Ancaster                                | 1/4          |
| 1953–1955 | Marjorie Wilson, baronessa Nunburnholme                                                  | 1/20         |
| 1953–1955 | Lady Alexandra Palmer                                                                    | 1/20         |
| 1953–1955 | Ruperta Legge, contessa di Dartmouth                                                     | 1/20         |
| 1953–1955 | Derek Keppel, Visconte Bury                                                              | 1/20         |
| 1953–1955 | Lady Victoria Weld-Forester                                                              | 1/20         |
| 1953–1955 | George Cholmondeley, 5º marchese di Cholmondeley                                         | 1/2          |
| 1955–1963 | James Heathcote-Drummond-Willoughby, 3º conte di Ancaster                                | 1/4          |
| 1955–1963 | Marjorie Wilson, baronessa Nunburnholme                                                  | 1/20         |
| 1955–1963 | Anthony Llewellen Palmer                                                                 | 1/20         |
| 1955–1963 | Ruperta Legge, contessa di Dartmouth                                                     | 1/20         |
| 1955–1963 | Derek Keppel, Visconte Bury                                                              | 1/20         |
| 1955–1963 | Lady Victoria Weld-Forester                                                              | 1/20         |
| 1955–1963 | George Cholmondeley, 5º marchese di Cholmondeley                                         | 1/2          |
| 1963–1966 | James Heathcote-Drummond-Willoughby, 3º conte di Ancaster                                | 1/4          |
| 1963–1966 | Marjorie Wilson, baronessa Nunburnholme                                                  | 1/20         |
| 1963–1966 | Anthony Llewellen Palmer                                                                 | 1/20         |
| 1963–1966 | Lady Mary Findlay                                                                        | 1/100        |
| 1963–1966 | Lady Elizabeth Basset                                                                    | 1/100        |
| 1963–1966 | Lady Diana Matthews                                                                      | 1/100        |
| 1963–1966 | Lady Barbara Kwiatkowski                                                                 | 1/100        |
| 1963–1966 | Josceline Chichester, marchese di Donegall                                               | 1/100        |
| 1963–1966 | Derek Keppel, Visconte Bury                                                              | 1/20         |
| 1963–1966 | Lady Victoria Weld-Forester                                                              | 1/20         |
| 1963–1966 | George Cholmondeley, 5º marchese di Cholmondeley                                         | 1/2          |
| 1966–1968 | James Heathcote-Drummond-Willoughby, 3º conte di Ancaster                                | 1/4          |
| 1966–1968 | Marjorie Wilson, baronessa Nunburnholme                                                  | 1/20         |
| 1966–1968 | Anthony Llewellen Palmer                                                                 | 1/20         |
| 1966–1968 | Lady Mary Findlay                                                                        | 1/100        |
| 1966–1968 | Lady Elizabeth Basset                                                                    | 1/100        |
| 1966–1968 | Lady Diana Matthews                                                                      | 1/100        |
| 1966–1968 | Lady Barbara Kwiatkowski                                                                 | 1/100        |
| 1966–1968 | Josceline Chichester, marchese di Donegall                                               | 1/100        |
| 1966–1968 | Derek Keppel, Visconte Bury                                                              | 1/20         |
| 1966–1968 | Sir Edward Legge-Bourke                                                                  | 1/20         |
| 1966–1968 | George Cholmondeley, 5º marchese di Cholmondeley                                         | 1/2          |
| 1968      | James Heathcote-Drummond-Willoughby, 3º conte di Ancaster                                | 1/4          |
| 1968      | Charles Wilson, 3° Baron Nunburnholme                                                    | 1/20         |
| 1968      | Anthony Llewellen Palmer                                                                 | 1/20         |
| 1968      | Lady Mary Findlay                                                                        | 1/100        |
| 1968      | Lady Elizabeth Basset                                                                    | 1/100        |
| 1968      | Lady Diana Matthews                                                                      | 1/100        |
| 1968      | Lady Barbara Kwiatkowski                                                                 | 1/100        |
| 1968      | Josceline Chichester, marchese di Donegall                                               | 1/100        |
| 1968      | Derek Keppel, Visconte Bury                                                              | 1/20         |
| 1968      | Sir Edward Legge-Bourke                                                                  | 1/20         |
| 1968      | George Cholmondeley, 5º marchese di Cholmondeley                                         | 1/2          |
| 1968      | James Heathcote-Drummond-Willoughby, 3º conte di Ancaster                                | 1/4          |
| 1968      | Charles Wilson, 3° Baron Nunburnholme                                                    | 1/20         |
| 1968      | Anthony Llewellen Palmer                                                                 | 1/20         |
| 1968      | Lady Mary Findlay                                                                        | 1/100        |
| 1968      | Lady Elizabeth Basset                                                                    | 1/100        |
| 1968      | Lady Diana Matthews                                                                      | 1/100        |
| 1968      | Lady Barbara Kwiatkowski                                                                 | 1/100        |
| 1968      | Josceline Chichester, marchese di Donegall                                               | 1/100        |
| 1968      | Derek Keppel, Visconte Bury                                                              | 1/20         |
| 1968      | Sir Edward Legge-Bourke                                                                  | 1/20         |
| 1968      | George Cholmondeley, 6º marchese di Cholmondeley                                         | 1/2          |
| 1968–1970 | James Heathcote-Drummond-Willoughby, 3º conte di Ancaster                                | 1/4          |
| 1968–1970 | Charles Wilson, 3° Baron Nunburnholme                                                    | 1/20         |
| 1968–1970 | Anthony Llewellen Palmer                                                                 | 1/20         |
| 1968–1970 | Lady Mary Findlay                                                                        | 1/100        |
| 1968–1970 | Lady Elizabeth Basset                                                                    | 1/100        |
| 1968–1970 | Lady Diana Matthews                                                                      | 1/100        |
| 1968–1970 | Lady Barbara Kwiatkowski                                                                 | 1/100        |
| 1968–1970 | Josceline Chichester, marchese di Donegall                                               | 1/100        |
| 1968–1970 | Rufus Keppel, 10º conte di Albemarle                                                     | 1/20         |
| 1968–1970 | Sir Edward Legge-Bourke                                                                  | 1/20         |
| 1968–1970 | George Hugh Cholmondeley, 6º marchese di Cholmondeley                                    | 1/2          |
| 1970–1973 | James Heathcote-Drummond-Willoughby, 3º conte di Ancaster                                | 1/4          |
| 1970–1973 | Charles Wilson, 3° Baron Nunburnholme                                                    | 1/20         |
| 1970–1973 | Anthony Llewellen Palmer                                                                 | 1/20         |
| 1970–1973 | Lady Mary Findlay                                                                        | 1/100        |
| 1970–1973 | Lady Elizabeth Basset                                                                    | 1/100        |
| 1970–1973 | James Gustavus Hamilton-Russell                                                          | 1/100        |
| 1970–1973 | Lady Barbara Kwiatkowski                                                                 | 1/100        |
| 1970–1973 | Josceline Chichester, marchese di Donegall                                               | 1/100        |
| 1970–1973 | Rufus Keppel, 10º conte di Albemarle                                                     | 1/20         |
| 1970–1973 | Sir Edward Legge-Bourke                                                                  | 1/20         |
| 1970–1973 | George Cholmondeley, 6º marchese di Cholmondeley                                         | 1/2          |
| 1973–1974 | James Heathcote-Drummond-Willoughby, 3º conte di Ancaster                                | 1/4          |
| 1973–1974 | Charles Wilson, 3° Baron Nunburnholme                                                    | 1/20         |
| 1973–1974 | Anthony Llewellen Palmer                                                                 | 1/20         |
| 1973–1974 | Lady Mary Findlay                                                                        | 1/100        |
| 1973–1974 | Lady Elizabeth Basset                                                                    | 1/100        |
| 1973–1974 | James Gustavus Hamilton-Russell                                                          | 1/100        |
| 1973–1974 | Lady Barbara Kwiatkowski                                                                 | 1/100        |
| 1973–1974 | Josceline Chichester, marchese di Donegall                                               | 1/100        |
| 1973–1974 | Rufus Keppel, 10º conte di Albemarle                                                     | 1/20         |
| 1973–1974 | William Legge-Bourke                                                                     | 1/20         |
| 1973–1974 | George Cholmondeley, 6º marchese di Cholmondeley                                         | 1/2          |
| 1974–1983 | James Heathcote-Drummond-Willoughby, 3º conte di Ancaster                                | 1/4          |
| 1974–1983 | Ben Wilson, 4º barone Nunburnholme                                                       | 1/20         |
| 1974–1983 | Anthony Llewellen Palmer                                                                 | 1/20         |
| 1974–1983 | Lady Mary Findlay                                                                        | 1/100        |
| 1974–1983 | Lady Elizabeth Basset                                                                    | 1/100        |
| 1974–1983 | James Gustavus Hamilton-Russell                                                          | 1/100        |
| 1974–1983 | Lady Barbara Kwiatkowski                                                                 | 1/100        |
| 1974–1983 | Josceline Chichester, marchese di Donegall                                               | 1/100        |
| 1974–1983 | Rufus Keppel, 10º conte di Albemarle                                                     | 1/20         |
| 1974–1983 | William Legge-Bourke                                                                     | 1/20         |
| 1974–1983 | George Cholmondeley, 6º marchese di Cholmondeley                                         | 1/2          |
| 1983–1990 | Jane Heathcote-Drummond-Willoughby, 28ª baronessa Willoughby de Eresby                   | 1/4          |
| 1983–1990 | Ben Wilson, 4º barone Nunburnholme                                                       | 1/20         |
| 1983–1990 | Anthony Llewellen Palmer                                                                 | 1/20         |
| 1983–1990 | Lady Mary Findlay                                                                        | 1/100        |
| 1983–1990 | Lady Elizabeth Basset                                                                    | 1/100        |
| 1983–1990 | James Gustavus Hamilton-Russell                                                          | 1/100        |
| 1983–1990 | Lady Barbara Kwiatkowski                                                                 | 1/100        |
| 1983–1990 | Josceline Chichester, marchese di Donegall                                               | 1/100        |
| 1983–1990 | Rufus Keppel, 10º conte di Albemarle                                                     | 1/20         |
| 1983–1990 | William Legge-Bourke                                                                     | 1/20         |
| 1983–1990 | George Cholmondeley, 6º marchese di Cholmondeley                                         | 1/2          |
| 1990      | Jane Heathcote-Drummond-Willoughby, 28ª baronessa Willoughby de Eresby                   | 1/4          |
| 1990      | Ben Wilson, 4º barone Nunburnholme                                                       | 1/20         |
| 1990      | Julian Llewellen Palmer                                                                  | 1/20         |
| 1990      | Lady Mary Findlay                                                                        | 1/100        |
| 1990      | Lady Elizabeth Basset                                                                    | 1/100        |
| 1990      | James Gustavus Hamilton-Russell                                                          | 1/100        |
| 1990      | Lady Barbara Kwiatkowski                                                                 | 1/100        |
| 1990      | Josceline Chichester, marchese di Donegall                                               | 1/100        |
| 1990      | Rufus Keppel, 10º conte di Albemarle                                                     | 1/20         |
| 1990      | William Legge-Bourke                                                                     | 1/20         |
| 1990      | George Hugh Cholmondeley, 6º marchese di Cholmondeley                                    | 1/2          |
| 1990–1995 | Jane Heathcote-Drummond-Willoughby, 28ª baronessa Willoughby de Eresby                   | 1/4          |
| 1990–1995 | Ben Wilson, 4º barone Nunburnholme                                                       | 1/20         |
| 1990–1995 | Julian Llewellen Palmer                                                                  | 1/20         |
| 1990–1995 | Lady Mary Findlay                                                                        | 1/100        |
| 1990–1995 | Lady Elizabeth Basset                                                                    | 1/100        |
| 1990–1995 | James Gustavus Hamilton-Russell                                                          | 1/100        |
| 1990–1995 | Lady Barbara Kwiatkowski                                                                 | 1/100        |
| 1990–1995 | Josceline Chichester, marchese di Donegall                                               | 1/100        |
| 1990–1995 | Rufus Keppel, 10º conte di Albemarle                                                     | 1/20         |
| 1990–1995 | William Legge-Bourke                                                                     | 1/20         |
| 1990–1995 | David Cholmondeley, 7º marchese di Cholmondeley                                          | 1/2          |
| 1995–1998 | Jane Heathcote-Drummond-Willoughby, 28ª baronessa Willoughby de Eresby                   | 1/4          |
| 1995–1998 | Ben Wilson, 4º barone Nunburnholme                                                       | 1/20         |
| 1995–1998 | Julian Llewellen Palmer                                                                  | 1/20         |
| 1995–1998 | Lady Mary Findlay                                                                        | 1/100        |
| 1995–1998 | Lady Elizabeth Basset                                                                    | 1/100        |
| 1995–1998 | James Gustavus Hamilton-Russell                                                          | 1/100        |
| 1995–1998 | Lady Barbara Kwiatkowski                                                                 | 1/100        |
| 1995–1998 | Patrick Chichester, conte di Belfast                                                     | 1/100        |
| 1995–1998 | Rufus Keppel, 10º conte di Albemarle                                                     | 1/20         |
| 1995–1998 | William Legge-Bourke                                                                     | 1/20         |
| 1995–1998 | David Cholmondeley, 7º marchese di Cholmondeley                                          | 1/2          |
| 1998–2000 | Jane Heathcote-Drummond-Willoughby, 28ª baronessa Willoughby de Eresby                   | 1/4          |
| 1998–2000 | Hon Lorraine Wilson                                                                      | 1/80         |
| 1998–2000 | Hon Tatiana Dent                                                                         | 1/80         |
| 1998–2000 | Hon Ines Garton                                                                          | 1/80         |
| 1998–2000 | Hon Ysabel Wilson                                                                        | 1/80         |
| 1998–2000 | Julian Llewellen Palmer                                                                  | 1/20         |
| 1998–2000 | Lady Mary Findlay                                                                        | 1/100        |
| 1998–2000 | Lady Elizabeth Basset                                                                    | 1/100        |
| 1998–2000 | James Gustavus Hamilton-Russell                                                          | 1/100        |
| 1998–2000 | Lady Barbara Kwiatkowski                                                                 | 1/100        |
| 1998–2000 | Patrick Chichester, conte di Belfast                                                     | 1/100        |
| 1998–2000 | Rufus Keppel, 10º conte di Albemarle                                                     | 1/20         |
| 1998–2000 | William Legge-Bourke                                                                     | 1/20         |
| 1998–2000 | David Cholmondeley, 7º marchese di Cholmondeley                                          | 1/2          |
| 2000      | Jane Heathcote-Drummond-Willoughby, 28º barone Willoughby de Eresby                      | 1/4          |
| 2000      | Hon Lorraine Wilson                                                                      | 1/80         |
| 2000      | Hon Tatiana Dent                                                                         | 1/80         |
| 2000      | Hon Ines Dent                                                                            | 1/80         |
| 2000      | Hon Ysabel Wilson                                                                        | 1/80         |
| 2000      | Julian Llewellen Palmer                                                                  | 1/20         |
| 2000      | Lady Mary Findlay                                                                        | 1/100        |
| 2000      | Bryan Basset                                                                             | 1/100        |
| 2000      | James Gustavus Hamilton-Russell                                                          | 1/100        |
| 2000      | Lady Barbara Kwiatkowski                                                                 | 1/100        |
| 2000      | Patrick Chichester, conte di Belfast                                                     | 1/100        |
| 2000      | Rufus Keppel, 10º conte di Albemarle                                                     | 1/20         |
| 2000      | William Legge-Bourke                                                                     | 1/20         |
| 2000      | David Cholmondeley, 7º marchese di Cholmondeley                                          | 1/2          |
| 2000–2002 | Jane Heathcote-Drummond-Willoughby, 28ª baronessa Willoughby de Eresby                   | 1/4          |
| 2000–2002 | Hon Lorraine Wilson                                                                      | 1/80         |
| 2000–2002 | Hon Tatiana Dent                                                                         | 1/80         |
| 2000–2002 | Hon Ines Garton                                                                          | 1/80         |
| 2000–2002 | Hon Ysabel Wilson                                                                        | 1/80         |
| 2000–2002 | Julian Llewellen Palmer                                                                  | 1/20         |
| 2000–2002 | Lady Mary Findlay                                                                        | 1/100        |
| 2000–2002 | Bryan Basset                                                                             | 1/100        |
| 2000–2002 | James Gustavus Hamilton-Russell                                                          | 1/100        |
| 2000–2002 | Lady Barbara Kwiatkowski                                                                 | 1/100        |
| 2000–2002 | Patrick Chichester, conte di Belfast                                                     | 1/100        |
| 2000–2002 | Rufus Keppel, 10º conte di Albemarle                                                     | 1/20         |
| 2000–2002 | William Legge-Bourke                                                                     | 1/20         |
| 2000–2002 | David Cholmondeley, 7º marchese di Cholmondeley                                          | 1/2          |
| 2002–2003 | Jane Heathcote-Drummond-Willoughby, 28ª baronessa Willoughby de Eresby                   | 1/4          |
| 2002–2003 | Hon Lorraine Wilson                                                                      | 1/80         |
| 2002–2003 | Hon Tatiana Dent                                                                         | 1/80         |
| 2002–2003 | Hon Ines Garton                                                                          | 1/80         |
| 2002–2003 | Hon Ysabel Wilson                                                                        | 1/80         |
| 2002–2003 | Nicholas Llewellen Palmer                                                                | 1/20         |
| 2002–2003 | Lady Mary Findlay                                                                        | 1/100        |
| 2002–2003 | Bryan Basset                                                                             | 1/100        |
| 2002–2003 | James Gustavus Hamilton-Russell                                                          | 1/100        |
| 2002–2003 | Lady Barbara Kwiatkowski                                                                 | 1/100        |
| 2002–2003 | Patrick Chichester, conte di Belfast                                                     | 1/100        |
| 2002–2003 | Rufus Keppel, 10º conte di Albemarle                                                     | 1/20         |
| 2002–2003 | William Legge-Bourke                                                                     | 1/20         |
| 2002–2003 | David Cholmondeley, 7º marchese di Cholmondeley                                          | 1/2          |
| 2003–2009 | Jane Heathcote-Drummond-Willoughby, 28ª baronessa Willoughby de Eresby                   | 1/4          |
| 2003–2009 | Hon Lorraine Wilson                                                                      | 1/80         |
| 2003–2009 | Hon Tatiana Dent                                                                         | 1/80         |
| 2003–2009 | Hon Ines Garton                                                                          | 1/80         |
| 2003–2009 | Hon Ysabel Wilson                                                                        | 1/80         |
| 2003–2009 | Nicholas Llewellen Palmer                                                                | 1/20         |
| 2003–2009 | Cdr Jonathan Findlay                                                                     | 1/100        |
| 2003–2009 | Bryan Basset                                                                             | 1/100        |
| 2003–2009 | Col James Gustavus Hamilton-Russell                                                      | 1/100        |
| 2003–2009 | Lady Barbara Kwiatkowski                                                                 | 1/100        |
| 2003–2009 | Patrick Chichester, 8º marchese di Donegall (prior to 2007, conte di Belfast)            | 1/100        |
| 2003–2009 | Rufus Keppel, 10º conte di Albemarle                                                     | 1/20         |
| 2003–2009 | Capt William Nigel Henry legge-Bourke                                                    | 1/20         |
| 2003–2009 | David Cholmondeley, 7º marchese di Cholmondeley                                          | 1/2          |
| 2009–2022 | Jane Heathcote-Drummond-Willoughby, 28ª baronessa Willoughby de Eresby                   | 1/4          |
| 2009–2022 | Hon Lorraine Wilson                                                                      | 1/80         |
| 2009–2022 | Hon Tatiana Dent                                                                         | 1/80         |
| 2009–2022 | Hon Ines Garton                                                                          | 1/80         |
| 2009–2022 | Hon Ysabel Wilson                                                                        | 1/80         |
| 2009–2022 | Nicholas Llewellen Palmer                                                                | 1/20         |
| 2009–2022 | Cdr Jonathan Findlay                                                                     | 1/100        |
| 2009–2022 | Bryan Basset                                                                             | 1/100        |
| 2009–2022 | Col James Gustavus Hamilton-Russell                                                      | 1/100        |
| 2009–2022 | Lady Barbara Kwiatkowski                                                                 | 1/100        |
| 2009–2022 | Patrick Chichester, 8º marchese di Donegall                                              | 1/100        |
| 2009–2022 | Rufus Keppel, 10º conte di Albemarle                                                     | 1/20         |
| 2009–2022 | Capt Harry Russell Legge-Bourke                                                          | 1/20         |
| 2009–2022 | David Cholmondeley, 7º marchese di Cholmondeley                                          | 1/2          |
| 2022      | Jane Heathcote-Drummond-Willoughby, 28ª baronessa Willoughby de Eresby                   | 1/4          |
| 2022      | Hon Lorraine Wilson                                                                      | 1/60         |
| 2022      | Hon Tatiana Dent                                                                         | 1/60         |
| 2022      | Hon Ines Garton                                                                          | 1/60         |
| 2022      | Nicholas Llewellen Palmer                                                                | 1/20         |
| 2022      | Cdr Jonathan Findlay                                                                     | 1/100        |
| 2022      | Bryan Basset                                                                             | 1/100        |
| 2022      | Col James Gustavus Hamilton-Russell                                                      | 1/100        |
| 2022      | Jan Witold Kwiatkowski                                                                   | 1/100        |
| 2022      | Patrick Chichester, 8º marchese di Donegall                                              | 1/100        |
| 2022      | Rufus Keppel, 10º conte di Albemarle                                                     | 1/20         |
| 2022      | Capt Harry Russell Legge-Bourke                                                          | 1/20         |
| 2022      | David Cholmondeley, 7º marchese di Cholmondeley                                          | 1/2          |